# آتشفشان تولیمان
آتشفشان تولیمان (به اسپانیایی: Volcán Tolimán) آتشفشانی چینه‌ای به ارتفاع ۳۱۵۸ متر واقع در گواتمالا در آمریکای مرکزی است.

## مشخصات
آتشفشان تولیمان آتشفشان آندزیتی بزرگی است که در شمال آتشفشان آتیتلان در کرانهٔ جنوبی دریاچه آتیتلان قرار دارد.  فعالیت‌های آتشفشانی در ناحیهٔ این دریاچه در حدود ۱۱ تا ۱۲ میلیون سال پیش آغاز شد و آتشفشان‌ها و کاسه آتشفشانی‌ای که امروزه در این ناحیه دیده می‌شوند طی چهار دوره رشد آتشفشان و فروپاشی کاسه آتشفشانی به‌وجود آمده‌اند که جدیدترین این فعالیت‌ها در حدود ۱.۸ میلیون سال پیش بوده‌است. وقوع فوران انفجاری عظیمی در حدود ۸۴۰۰۰ تا ۸۵۰۰۰ سال پیش سبب تشکیل کاسهٔ آتشفشانی آتیتلان شد که دریاچهٔ آتیتلان بخشی از این کالدرا را پر می‌کند. همچنین آتشفشان تولیمان همراه با دو آتشفشان چینه‌ای آتیتلان و سن پدرو در درون این کاسه به‌وجود آمده‌اند.
تولیمان دارای دو مخروط است. مخروط شمالی که مخروط اصلی این آتشفشان نیز به شمار می‌رود و دهانه‌ای آتشفشانی به قطر ۲۵۰ در ۱۵۰ متر در قلهٔ آن وجود دارد که کم‌عمق و بیضی‌شکل است و مخروط جنوبی که دهانهٔ اتشفشانی کوچکی نیز در قلهٔ این مخروط دیده می‌شود. سطح تولیمان در مقایسه با آتشفشان پوشیده از تفرای آتیتلان از لایه‌های ضخیم جریان‌های گدازه پوشیده شده‌است که این لایه‌ها در دامنهٔ شمالی آن ضخیم‌ترند.
از تاریخچهٔ فوران‌های این آتشفشان اطلاعی در دست نیست اما قدمت جریان گدازه‌ای که از دامنهٔ شمالی آتشفشان وارد دریاچهٔ آتیتلان شده‌است را کمتر از چند هزار سال تخمین می‌زنند.

## نگارخانه

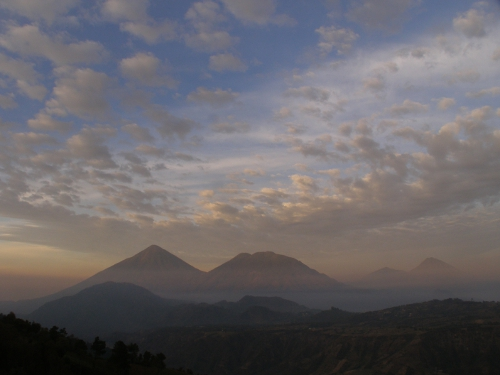
نماایی از آتشفشان‌های دریاچهٔ آتیتلان شامل آتشفشان آتیتلان (چپ)، تولیمان (مرکز) و سن پدرو (راست)